# Tim Pope
Timothy Michael Pope conhecido por Tim Pope é diretor inglês mas conhecido por seus clips musicais, entre os artistas para os quais dirigiu vídeos estão Soft Cell, The Cure, David Bowie, Iggy Pop, The The, Neil Young, Paul Weller, The Darkness, Fatboy Slim entre outros. Pope também digiriu para televisão, comerciais e curtas.

Alguns vídeo-clips que realizou:
- Altered Images "Happy Birthday"
- Altered Images  "I Could Be Happy"
- The B-52's "Do You Want To Hold Me"
- The Bangles "Eternal Flame"
- Bow Wow Wow "Do You Wanna Hold Me"
- Bryan Ferry "Help Me"
- Bryan Ferry  "Is Your Love Strong Enough"
- China Crisis "Wishful Thinking"
- The Cure "Close to Me"
- The Cure "Inbetween Days"
- The Cure "Lullaby"[3]
- The Darkness "One Way Ticket"
- The Darkness "Is It Just Me?"
- The Darkness "Girlfriend"
- Daryl Hall & John Oates "Adult Education"
- David Bowie "Time Will Crawl"
- Everything but the Girl "When All's Well"
- Ian McCulloch "Proud To Fall"
- Josh Abrahams & Amiel Damon "Addicted To Bass"
- Kaiser Chiefs "Everyday I Love You Less and Less"
- Live "I Alone (version 1: Slow Motion version)"
- Men Without Hats "Safety Dance"
- Ned's Atomic Dustbin "Not Sleeping Around"
- Neil Young "Cry Cry Cry"
- Peter Murphy "Sweetest Drop"
- Queen - "It's a Hard Life" (1984)
- Roger Taylor - "Man of Fire" (1984)
- Seven Mary Three "Make Up Your Mind"
- Siouxsie and the Banshees "Dazzle"
- Soft Cell "Bedsitter"